# 堀江美都子 micchi presents あしたがすき
堀江美都子★micchi presents あしたがすき（ほりえみつこ みっち ぷれぜんつ- ）は、バーディ企画が製作し、地方ラジオ局で放送していた堀江美都子出演のラジオ番組である。2007年4月放送開始。終了時期不明。

## 概要
- 「アニメソングの女王」と呼ばれる堀江が、これまで歌ってきたアニメソングを紹介したり最近の自身の話題などを語る。
- 昭和時代の懐かしいアニメソングの特集や、堀江がプロデュースする歌手育成グループ「堀江美都子ミュージックラボ」の生徒が薦める最新のアニメソングも紹介される。
- リクエストのメールアドレスは全ネット局共通だが、はがき・手紙は各ネット局を経由して送られる。

## ネット局・放送日時
- ぎふチャン：日曜 深夜0:30 - 1:00
- ラジオ関西：金曜 深夜1:00 - 1:30
- 四国放送：木曜 23:00 - 23:30
- 大分放送：土曜 深夜3:00 - 3:30